# 拉敏·巴赫拉尼
拉敏·巴赫拉尼（英語：Ramin Bahrani，1975年3月20日—），美国伊朗裔电影导演、编剧，代表作包括《推手推車的男人》、《拉丁男孩的天空》、《再見索羅》、《塑膠袋》、《玩命代價》、《居住正義》、《華氏451度》和《白虎》。
兼任哥伦比亚大学艺术学院电影导演系主任，2009年获古根海姆獎。
2021年，巴赫拉尼凭《白虎》获奥斯卡最佳改编剧本提名及英国电影学院奖最佳改编剧本提名。他还凭借《華氏451度》获黃金時段艾美獎最佳电视电影提名。